# C/2024 G3
C/2024 G3 (ATLAS)是一顆長週期的掠日彗星，它於2025年1月13日到達距離太陽0.09AU的近日點。成為2025年最亮的彗星 ，視星等可能超過-3.5等。在通過近日點前後的這段時間，可以在南半球看見這顆彗星。在北半球，在近日點附近時只能在白天天空中觀察到。

## 觀測歷史
這顆彗星是在2024年4月5日由小行星陸地撞擊持續報警系統（ATLAS）巡天時發現的，圖像是由位於智利Río Hurtado的0.5米反射望遠鏡獲得的。這顆彗星當時是一顆距離地球約4.38 AU（655 × 106 km）的19等天體。進一步的觀察表明，它有一個大約4.5弧秒的彌漫性會髮和一條直的尾巴。在發現時，人們認為這是一顆來自歐特雲的新彗星，由於其非常弱的絕對星等（H=9），它在近日點存活的可能性很小甚至沒有。但隨著軌道的改進，人們發現它可能是之前曾接近過太陽，是一顆動態的古老彗星。
到2024年10月30日，根據彗星觀測資料庫（COBS）的觀測報告，這顆彗星的視星等為11.9等，使用大型望遠鏡已經可以看到。到2024年12月中旬，它已經明亮到8等，位於天蠍座，黎明時分在南部和赤道地區可見。
在峰值星等時，它與太陽的夾角僅為5度，考慮到前向散射，使這顆彗星很難預測其峰值亮度（擴散超過10星等）：G.van Buiten預測為-4.5星等。通過近日點後，彗星向南移動，而在中北緯地區，彗星將較低，在民用黃昏結束時只比地平線高出1〜2度。

## 外部連結
- C/2024 G3 at the JPL Small-Body Database
  - Close approach · Discovery · Ephemeris · Orbit diagram · Orbital elements · Physical parameters